# Francisco Javier Mina (Sonora)
Francisco Javier Mina o también conocido como Campo 60, es un pueblo yaqui perteneciente al municipio de Bácum ubicado en el sur del estado mexicano de Sonora en la zona del Valle del Yaqui, cercano a la afluencia del río Yaqui. El pueblo es la localidad más habitada del municipio, incluso más que la cabecera municipal, el pueblo de Bácum, ya que según los datos del Censo de Población y Vivienda realizado en 2020 por el Instituto Nacional de Estadística y Geografía (INEGI), Francisco Javier Mina tiene un total de 6,338 habitantes. Su mayor actividad económica es la agricultura, la cual fue el motivo de su fundación el 12 de enero de 1938, siendo el campo agrícola número 60 de esa zona y se le llamaba así, pero en el año de 1970 se le dio un nuevo nombre en honor a Francisco Xavier Mina, militar y guerrillero español que participó en la Independencia de México.

## Geografía
Francisco Javier Mina se ubica bajo las coordenadas geográficas 27°27'43" de latitud norte y 110°06'53" de longitud oeste del meridiano de Greenwich a una elevación media de 23 metros sobre el nivel del mar. El pueblo está asentado sobre las zonas planas del valle del Yaqui. Su zona urbana tiene un área de 1.92 kilómetros cuadrados.
Debido al crecimiento de su zona urbana, el 15 de marzo de 2010 las localidades de Nueva CNC y San Antonio (Bloque 315) pasaron a ser colonias de este pueblo, y el 15 de abril de 2015 la localidad de Los Escamilla (Bloque 411) también fue incluida a la zona urbana de Francisco Javier Mina.

## Demografía
De acuerdo a los datos del Censo de Población y Vivienda realizado en 2020 realizado por el Instituto Nacional de Estadística y Geografía (INEGI), el pueblo tiene un total de 6,338 habitantes, de los cuales 3182 son hombres y 3156 son mujeres. En 2020 había 1921 viviendas, pero de estas 1669 viviendas estaban habitadas, de las cuales 523 estaban bajo el cargo de una mujer. Del total de los habitantes, solo 144 personas mayores de 3 años (2.27% del total) habla alguna lengua indígena; mientras que 54 habitantes (0.85%) se consideran afromexicanos o afrodescendientes.
El 73.86% de sus pobladores pertenece a la religión católica, el 9.04% es cristiano evangélico/protestante o de alguna variante y el 0.02% es de otra religión, mientras que el 16.77% no profesa ninguna religión.

### Educación y salud
Según el Censo de Población y Vivienda de 2020; 34 niños de entre 6 y 11 años (0.54% del total), 45 adolescentes de entre 12 y 14 años (0.71%), 215 adolescentes de entre 15 y 17 años (3.39%) y 232 jóvenes de entre 18 y 24 años (3.66%) no asisten a ninguna institución educativa. 152 habitantes de 15 años o más (2.4%) son analfabetas, 179 habitantes de 15 años o más (2.82%) no tienen ningún grado de escolaridad, 494 personas de 15 años o más (7.79%) lograron estudiar la primaria pero no la culminaron, 263 personas de 15 años o más (4.15%) iniciaron la secundaria sin terminarla, teniendo el pueblo un grado de escolaridad de 8.99.
La cantidad de población que no está afiliada a un servicio de salud es de 1397 personas, es decir, el 22.04% del total, de lo contrario el 77.69% sí cuenta con un seguro médico ya sea público o privado. Con datos del mismo censo, 337 personas (5.32%) tienen alguna discapacidad o límite motriz para realizar sus actividades diarias, mientras que 93 habitantes (1.47%) poseen algún problema o condición mental.

### Instituciones educativas
En 2005 en la localidad había 8 centros educativos registrados:
- EL jardín de niños "Elena Torres Cuellar", de carácter público administrado por el gobierno estatal;[11]
- El jardín de niños "Francisco Javier Mina", público federal;[12]
- La escuela primaria "Amado Nervo", pública federal;[13]
- La escuela primaria "Aquiles Serdán", pública federal;[14]
- La escuela primaria "Francisco Javier Mina", pública federal;[15]
- La escuela primaria "Narcizo Mendoza", pública federal;[16]
- La escuela secundaria técnica #2, pública estatal;[17]
- El bachillerato técnico "Colegio de Estudios Científicos y Tecnológicos del Estado de Sonora (CECyTES) Plantel Fco. Javier Mina", público descentralizado del gobierno estatal;[18]

### Población histórica
Evolución de la cantidad de habitantes desde el evento censal del año 1930:
| Año           | 1930 | 1940 | 1950 | 1960  | 1970  | 1980  | 1990  | 1995  | 2000  | 2005  | 2010  | 2020  |
| Población     | 108  | 343  | 748  | 1,618 | 2,325 | 3,363 | 4,905 | 5,600 | 5,668 | 5,532 | 6,242 | 6,338 |
| Fuente: INEGI |      |      |      |       |       |       |       |       |       |       |       |       |

## Gobierno
Véase también: Gobierno del Municipio de Bácum
Francisco Javier Mina (Campo 60) es una de las que conforman el Municipio de Bácum, su sede de gobierno se encuentra en la cabecera municipal, el pueblo de Bácum, cuyo ayuntamiento se encuentra integrado por un presidente municipal, un síndico y el cabildo formado por seis regidores, cuatro electos por mayoría relativa y dos por el principio de representación proporcional, todos son electos para un periodo de tres años no reelegibles para el periodo inmediato pero sí de forma no continua, comenzando su periodo el día 16 de septiembre del año de su elección.